# Тетоју (Валча)
Тетоју (рум. Tetoiu) насеље је у Румунији у округу Валча у општини Тетоју. Oпштина се налази на надморској висини од 228 m.

## Становништво
Према подацима из 2002. године у насељу је живело 3051 становника, од којих су сви румунске националности.

### Хронологија
| Година       | 1992 | 1993 | 1994 | 1995 | 1996 | 1997 | 1998 | 1999 | 2000 | 2001 | 2002 | 2003 | 2004 | 2005 | 2006 | 2007 | 2008 | 2009 | 2010 | 2011 | 2012 | 2013 | 2014 | 2015 | 2016 | 2017 |
| ------------ | ---- | ---- | ---- | ---- | ---- | ---- | ---- | ---- | ---- | ---- | ---- | ---- | ---- | ---- | ---- | ---- | ---- | ---- | ---- | ---- | ---- | ---- | ---- | ---- | ---- | ---- |
| Становништво | 3169 | 3131 | 3112 | 3040 | 2982 | 2933 | 2900 | 2888 | 2888 | 2862 | 2856 | 2811 | 2804 | 2757 | 2726 | 2710 | 2705 | 2647 | 2628 | 2590 | 2530 | 2522 | 2496 | 2460 | 2446 | 2410 |